# Groups, Geometry, and Dynamics
Groups, Geometry, and Dynamics is een internationaal, aan collegiale toetsing onderworpen wetenschappelijk tijdschrift op het gebied van de groepentheorie en de meetkunde. De naam wordt in literatuurverwijzingen meestal afgekort tot Group. Geom. Dynam. Het wordt uitgegeven door de European Mathematical Society en verschijnt 4 keer per jaar. Het eerste nummer verscheen in 2007.